# فضای مرده (فرانچایز)
فضای مرده (به انگلیسی: Dead Space) یکی مجموعه بازی ویدئویی و فرنچایز چندرسانه‌ای علمی تخیلی که توسط گلن اسکافیلد و مایکل کاندری خلق شده، و توسط ویسرال گیمز توسعه داده شده‌است. این فرانچایز از یک مجموعه بازی ویدئویی، دو فیلم و چند کمیک بوک و رمان تشکیل شده‌است. این فرانچایز در سال ۲۰۰۸ با یک بازی ویدئویی مشهور آغاز شد و به قول اسکافیلد، هدف خلق آن «ترسناک‌ترین بازی‌ای که بتوان تولید کرد» بود. این بازی موفق بود و باعث ایجاد یک پیش‌درآمد و همچنین یک دنباله در سال ۲۰۱۱ شد.
هر قسمت از فرانچایز فضای مرده خط داستانی نسخه اصلی را ادامه می‌داد یا به آن می‌افزود. داستان در یک جهان علمی تخیلی در قرن ۲۶ روایت می‌شد. وقایع زمانی این مجموعه به صورت خطی نبود، و خطوط داستانی یا پیش از آن یا پس از آن را روایت می‌کرد، حتی داستان در رسانه‌های دیگر متفاوت از بازی‌های ویدئویی بود. به‌طور کلی، این مجموعه بر روی مهندسی به نام آیزاک کلارک و وحشت‌هایی که او را احاطه کرده تمرکز دارد.
این سری بازی‌های ویدیویی از نظر تجاری و انتقادی موفقیت‌آمیز بوده و بیش از ۱۰ میلیون نسخه فروش داشته‌است. بازی اول و دنباله آن از نظر بسیار از منتقدین بسیار مثبت ارزیابی شده، و البته بازی اول به دلیل عناصر مختلف گیم پلی و شیوه توسعه، جوایز زیادی از صنعت دریافت کرده‌است.

## بازی‌ها

### مجموعه اصلی
| عنوان | توضیحات |
| --- | --- |
| فضای مرده تاریخ(های) انتشار اصلی: - آمریکای شمالی: October 13, 2008 - آمریکای شمالی: October 20, 2008 (PC) - استرالزی: October 23, 2008 - اروپا: October 24, 2008 | سال‌های انتشار بر پایه سیستم: 2008: Xbox 360, PlayStation 3, Microsoft Windows                                                      |
| فضای مرده تاریخ(های) انتشار اصلی: - آمریکای شمالی: October 13, 2008 - آمریکای شمالی: October 20, 2008 (PC) - استرالزی: October 23, 2008 - اروپا: October 24, 2008 | یادداشت: - The first video game of the Dead Space series. - The Xbox 360 and Microsoft Windows versions were not released in Asia. |
| فضای مرده ۲ تاریخ(های) انتشار اصلی: - آمریکای شمالی: January 25, 2011 - استرالزی: January 27, 2011 - اروپا: January 28, 2011                                      | سال‌های انتشار بر پایه سیستم: 2011: Microsoft Windows, Xbox 360, PlayStation 3                                                      |
| فضای مرده ۲ تاریخ(های) انتشار اصلی: - آمریکای شمالی: January 25, 2011 - استرالزی: January 27, 2011 - اروپا: January 28, 2011                                      | یادداشت: - A sequel to Dead Space - A remaster of Dead Space: Extraction was included in PS3 versions of the game.                 |
| فضای مرده ۳ تاریخ(های) انتشار اصلی: - آمریکای شمالی: February 5, 2013 - استرالزی: February 7, 2013 - اروپا: February 8, 2013                                      | سال‌های انتشار بر پایه سیستم: 2013: Microsoft Windows, Xbox 360, PlayStation 3                                                      |
| فضای مرده ۳ تاریخ(های) انتشار اصلی: - آمریکای شمالی: February 5, 2013 - استرالزی: February 7, 2013 - اروپا: February 8, 2013                                      | یادداشت: - A sequel to Dead Space 2 and the third installment in the Dead Space series.                                            |